# Hair: Debatable
Hair: Debatable è un album live del gruppo indie rock statunitense Atom and His Package, pubblicato il 6 aprile 2004 da Hopeless Records.

## Tracce
1. Intro - 1:58
2. (Lord It's Hard to be Happy When You're Not) Using the Metric System - 3:20
3. Pumping Iron For Enya - 2:58
4. Possession (Not the One by Danzig) - 2:49
5. Happy Birthday Ralph - 2:22
6. Bloody Lip (I Hate You) - 0:38
7. Snowshoe BBQ - 2:33
8. Upside Down From Here - 2:58
9. Mustache T.V. - 2:10
10. Shopping Spree Introduction - 3:04
11. Shopping Spree - 4:12
12. Mind's Playing Tricks on Me - 2:44
13. If You Own the Washington Redskins You're a Cock - 2:09
14. Waiting Room (Fugazi) - 2:05
15. I'm Downright Amazed (At What I Can Destroy With Just a Hammer) - 3:22
16. Anarchy Means I Litter - 3:33
17. Undercover Funny - 3:26
18. Head (She's Just a) - 2:16
19. What We Do On Christmas - 2:31
20. Collateral Damage (Brutal Truth) - 0:57
21. Me and My Black Metal Friends - 2:36
22. Does Anyone Else in This Room Want to Marry His or Her Own Grandmother? - 2:43
23. Avenger - 3:13
24. Hats Off to Halford - 2:18
25. Meatball - 1:59
26. Atom and His Package - 3:15
27. Punk Rock Academy - 3:12

## Formazione[2]
- Adam Goren - voce, sintetizzatore
- Michael Parsell - chitarra
- Brian Sokel - voce
- Var Thëlin - layout design
- Eric Wareheim - editing
- Paul Yates - video